# ここに幸あり
『ここに幸あり』（ここにさちあり）は、1975年9月1日 - 10月31日にTBS「花王 愛の劇場」枠にて放送された昼ドラマである。

## キャスト
- 松本留美[1]
- 横内正[1]

## スタッフ
- 原作 - 富田常雄[1]
- 演出 - 菱田義雄
- 脚本 - 芦沢俊郎
- 制作 - 松竹、TBS

## 主題歌
- 「ここに幸あり」 歌：大津美子[1]